# 태극권

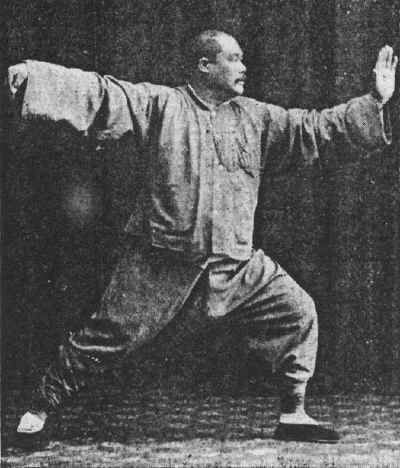
양징보(楊澄甫)의 단편(單鞭) 자세, 1932년

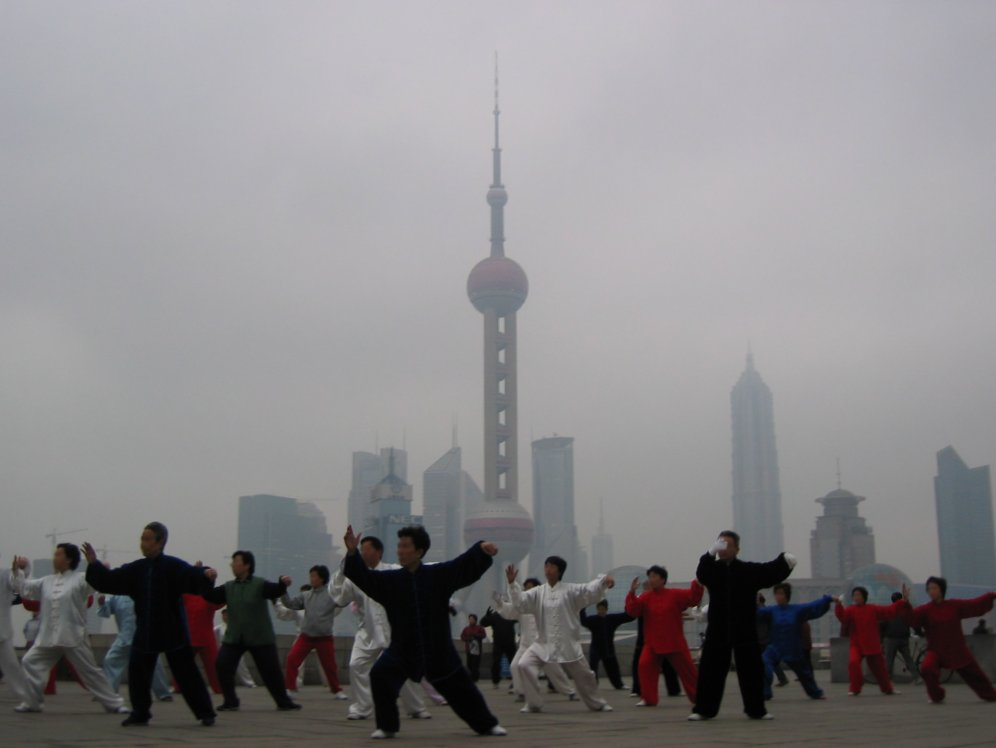
대중적인 운동의 간화태극권(상해 광장 아침)

태극권(太極拳)은 중국 남파(南派)에서 발전한 무술 유파로 소림권(少林拳)과 함께 중국의 양대 권법을 이루고 있다. 중국에서 가장 많은 수련 인구를 보유한 유파로 유명하며, 청나라 이후 오랜 세월을 거치며 대개 5개의 문파로 발전해서 전해지고 있다. 진가, 양가, 무가, 오가, 손가태극권을 말하며 조보가에서 나온 홀뢰가도 있지만 하는 이들은 적고 귀하다. 소림권은 근육과 힘에 의존하는 외가권이지만 태극권은 내가권이며 내가권은 흔히 내공을 중시한다(물론 외가권도 내공이 없다는 것은 아니며, 상대적인 것이다). 내가권(內家拳)에는 형의권, 팔괘장, 태극권이 있으며 이를 흔히 내가3권이라 한다.
특히 양노선(杨露禅,Yang Luchan 1799–1872)이 개발한 부드러운 동작으로 행하는 양가 태극권을 주되게 채택한 간화태극권(簡化 太極拳)의 운동은 이런 특징으로 인해 연령에 구애받지 않고 많은 효과를 볼 수 있으며 간단한 동작들로 구성되어 대중적으로 태극권을 수련할 수 있게되어있다. 느릿한 춤사위처럼 하는 이 무술은 중국 여행시에 아침 공원에서 많은 이들이 여럿이서 행하는 것을 볼 수 있다.

## 기원과 역사
태극권의 역사는 명나라 말 청나라 초로 올라간다. 명나라의 무관(武官) 출신인 진왕정(陳王廷)이 명나라가 쇠퇴하자 관직을 사임한 후 고향인 진가구(陳家溝)로 낙향하여 전장에서 익혔던 무예와 진씨 일족들에게만 전수되는 기예, 그리고 음양오행설과 도인, 토납술을 연구하여 그 이론과 실기를 보충한 뒤 창시한 권법이 시초라는 설이 정설로 알려져있다. 진가권은 초기에 몇 가지 초식 밖에 없었으며 그 이름도 진가권(陳家拳) 등으로 불리며 외부인들에게 철저히 공개를 엄금하여 진씨 일족들에게만 전수가 되었는데 후일 진씨 14대조 진장흥(陳長興) 때 양로선(楊露禪)에게 진가권을 공개적으로 전수하게 되었다.
한편, 이러한 진씨개조설은 진씨태극권을 널리 전파하며 사업화하기 위한 진씨일가의 주장일뿐이라는 설이 있고
이러한 설은 기공의 동작을 보거나 근대 진씨태극권의 일파인 실용태극권으로 알려진 홍균생선생의 홍파태극권을 홍균생선생이
직접 시연하는 것을 보면 진씨태극권의 특징이라고 알려지고 양씨태극권과 차이가 있는 무술적인 절도있고 힘있는 동작이
부재된 것을 보면, 실제로 현대에 알려진 진씨 태극권은 창시적인 태극권이 아닐수도 있는 설에 무게가 실린다.
그래서 검색을 하다보면 태극권자체가 장삼봉 도인이 창안했다는 창시설이 있으며 그럴듯하다.
역사적으로도 태극권의 깊이 있는 설명이 있는 저서의 대부분은 내가권으로써 기에 대한 설명을 하고 있고
기의 운용에 대해서 자못 구체적으로 설명되어 있다. 이 부분은 단학으로 알려진 국내의 소주천에 대해서도 태극권관련서적에
상세히 기록되어 있으며 대맥과 소주천을 목적으로 태극권을 하기도 하며, 고수들은 대부분이 단전내전(단전 속에서 기운이 돔)
등을 언급하는 것을 보면 실제로 태극권은 기를 축기하고 단련하며, 운용하는 목적의 운동법이다. 그러므로
진씨 일가가 창시하였다는 설은 더욱 무게가 없는 것이 일면 사실이다.

## 발전
진가권은 진씨 일족들에게만 비밀리에 전수가 되어왔기에 외부인들은 배울 수가 없었다.
그러던 차에 젊은 시절의 양로선은 진가구의 약방에서 점원으로 일을 하면서 진씨 일족들이 하는 무술을 배울 기회가 있어
진씨 14대조 진장흥에게 진가권을 배웠다.
진가권을 배운 양로선은 양씨가문에 전해져내려오는 무술과 진가권, 소림권 음양오행설과 도인 토납술등을 연구하여
새롭게 창시한 권법을 북경에서 알리게 되었다.
무림에서 그를 대적할 자가 없다는 평을 들을 정도로 신묘막측한 무공으로 무림 고수들을 쓰러뜨렸고
'천하제일'이라는 명성을 얻게 되었다.
이후 무술에 관심이 많은 무씨 삼형제(무징청, 무하청, 무여청)가 양로선에게 가르침을 받고자 오게 되는데,
이 중 청나라 황실의 관리로 있었던 무여청이 황실에 양로선을 추천하게 되어 양로선은 황실 귀족을 상대로
양로선이 새롭게 창시한 무술을 을 가르치게 된다. 이때까지 도 태극권이라는 명칭은 없었고 천하무적권이라 불리었으며
얼마후 부터 태극권이라는 이름으로 불려지게 되었다.
양로선의 태극권 창시 후에 태극권이 널리 번성하자 진가구의 진가권의 명인들도 각성을 하게 되었고,
진가권의 원리에 양로선이 새롭게 창시한 태극권의 부드러움을 도입하여 진식태극권이라는 것을 만들게 되었다.
진가권의 명인이자 고수였던 진씨 17대조 진발과(陳發科)가 북경에서 부드러움 속에 강맹함이 숨어있는 진식태극권을 공개하자 많은 무림 인사들이 크게 놀라 진식태극권의 존재를 비로소 깨닫게 되었다고 한다.
그때부터 태극권은 진식과 양식으로 나뉘어 전수가 되기 시작하였는데,
수많은 태극권 명인들이 배출되어 태극권을 널리 알리게 되었으며 그 중에 태극권으로 대성한 무림 인사들은
다시 태극권을 개량하였고 오늘날 태극권은 진식, 양식 뿐만 아니라 오식, 손식, 무식, 동악식 등 여러 문파로 나뉘게 되었다.

## 태극권의 특징과 체계
태극권은 남녀노소를 불문하고 누구나 배울 수 있을만큼 대중화된 권법이다. 특히나 그 양생 효과가 매우 뛰어나 의학적으로도 검증되었기에 많은 사람들이 태극권을 수련하고 있으며, 관절염 환자들을 위해 높은 동작을 배제하고, 노인들을 위해 발경 동작들을 간소화하는 등 1950대 들어 중국 정부 차원에서도 적극적으로 나서 태극권을 개량하여 수많은 투로들이 만들어졌고, 널리 보급이 되어 태극권의 명성은 날이 갈수록 높아지고 있다. 일반적으로 진식태극권은 외가권스러운 면이 가장 많이 남아있는 유파로, '포추'와 같은 투로는 소림권과 같은 외가권만큼이다.

## 느리고 부드러운 동작의 간화태극권 운동
현대의 느린동작의 태극권은 1950대 중국 정부 및 체육위원회가 대중적으로 간단히 행할 수 있는 부드러운 동작을 갖고있는 양식 태극권을 주되게 채택하여 개선한 간화태극권으로 1957년 국민들의 건강을 위해 보급하기 시작하였다. 이렇게 행하여지기 시작한 태극권 운동은 세계적으로 현대인이 쉽게 접할 수 있는 대중적인 심신단련 운동으로 평가되고있다.
한편 다양한 신체동작에서 느리고 부드럽게 체중을 이동하고 편안하게 숨쉬기를 주로 행하는 효과는 신체적인 면에서 뿐만아니라 정신적인 면에서도 자기효능감및 인지기능에 긍정적인 효과를 보여주는것으로 여겨진다.

## 같이 보기
- 형의권
- 팔괘장
- 영춘권
- 금강영관(선무도)
- 요가 운동
- 필라테스
- 태극검